# La vita comincia ogni mattina
A vida começa cada manhã (título original La vita comincia ogni mattina) é uma peça teatral de 1981, uma comédia humoristica em dois atos dos dramaturgos italianos Terzoli & Vaime.

## Sinopse
O protagonista (Gino Bramieri) é Giulio Cogliati, casado com Lucia (na peça sua esposa é interpretada por Carmen Scarpitta), que segue todos os seus hábitos e sua rotina diária. De repente, sua vida troca radicalmente com a paixão por Isabel uma garota brasileira (Silvia Regina), muito mais jovem do que ele.
Em duas horas, Giulio tem que decidir se preparar a mala e ir ao Brasil com Isabel, ou ficar na sua tranqüilidade diária com Lucia.
A peça foi estreada em 1981, dirigida por Pietro Garinei, com Gino Bramieri, Carmen Scarpitta, Edi Angelillo, Roberto Bonanni, Silvia Regina, Gabriella Belli, Antonella Diana, Paola Guadagni, Ivonne La Bozzetta e Paola Marzi.

## Adaptação para televisão
Desta peça foi tirado também o filme pela televisão em 1983, que foi dirigido pelo mesmo Pietro Garinei que dirigiu a peça de teatro.